# Salterhebble

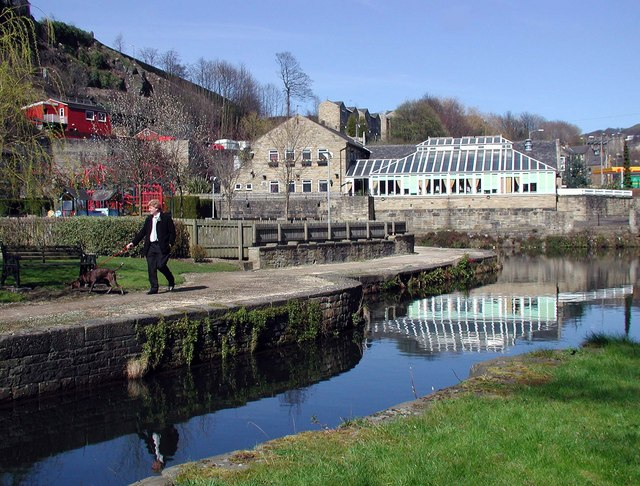

Salterhebble ist ein Stadtteil von Halifax, einer Stadt im Metropolitan Borough of Calderdale, in West Yorkshire, England. Der Ort gehört zum Bezirk Skircoat des Calderdale Council. Salterhebble befindet sich dort, wo der Hebble-Bach in den Fluss Calder mündet. Es liegt an der Hauptroute  von Huddersfield und Brighouse nach Halifax. In Salterhebble befinden sich das Calderdale Royal Hospital, eine Schule, ein Schnellrestaurant, ein Beerdigungsinstitut (früher The Falcon Pub) und ein aktiver Pub, The Watermill. Einige frühere Pubs im Ort waren The Punch Bowl, The Falcon und The Stafford Arms.
Der Ortsname „Salterhebble“ bedeutet „der Steg der Salzsieder“.

## Krankenhaus
Das Calderdale Royal Hospital (Teil des Calderdale & Huddersfield NHS Foundation Trust) befindet sich in Salterhebble. Es verfügt über Fachabteilungen und Calderdales A&E-Abteilung sowie das Calderdale Birth Centre. Das Krankenhaus wurde 2001 an der Stelle des ursprünglichen Halifax General Hospital gebaut und eröffnet, nachdem es mit der Royal Halifax Infirmary fusioniert wurde.

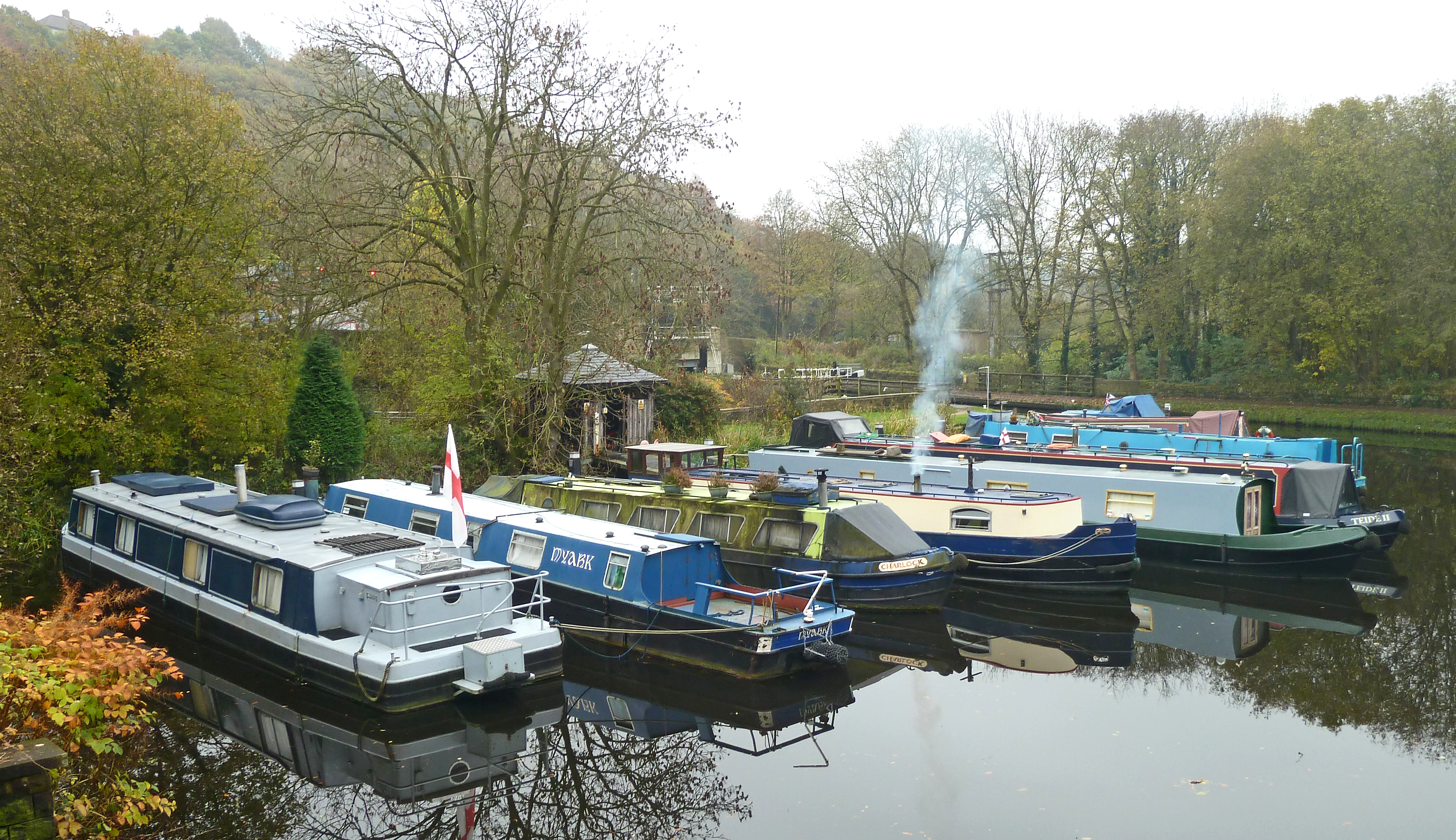
Narrowboats in Salterhebble

## Kanal
Die Calder and Hebble Navigation hat einen kurzen Abzweig bei Salterhebble. Dieser heißt offiziell Halifax Arm (weil er früher ins Stadtzentrum führte), wird aber üblicherweise als Salterhebble Arm bezeichnet. Der Zweig endet im Salterhebble Basin. Neben dem Punkt, an dem der Zweig die Hauptstrecke verlässt, befindet sich die dreifache Schleusentreppe von Salterhebble Locks, von denen eine ein Kandidat für die kürzeste Schleuse des zusammenhängenden Binnenwasserstraßensystems von Großbritannien ist.

## Straßen
Die Hauptstraße in Salterhebble ist die A629 Huddesfield Road/Salterhebble Hill. Weitere Straßen im Ort sind: Chapel Lane, Rookery Lane, Falcon Street, Bristol Street, Exeter Street, Doncaster Street, Crossley Hill, Westbourne Grove, Westbourne Crescent, Haigh Lane, Rhodesia Avenue, Stafford Parade, Stafford Square, Stafford Road, Stafford Avenue, Limes Avenue, Coronation Street, Abbey Walk, Mansion Lane, St Albans Croft, Kliffen Place, Cheltenham Place und Cheltenham Gardens.

## Persönlichkeiten
Jesse Ramsden (1735–1800) – Wissenschaftlicher Instrumentenbauer des 18. Jahrhunderts